# Hipoxia
En medicina, la hipoxia (del griego antiguo ὑπό hypó 'debajo de', ὀξύς oxys 'oxígeno', íā 'cualidad') es un estado de deficiencia de oxígeno en la sangre, células y tejidos del organismo, con compromiso de la función de los mismos. Esta deficiencia de oxígeno puede ser debida a muchas causas, como el tabaquismo, la inhalación de gases o la exposición a grandes alturas (mal de montaña).
Se presenta cuando no llega suficiente oxígeno al cerebro. El cerebro necesita un suministro constante de oxígeno y nutrientes para funcionar.
La hipoxia cerebral afecta las partes más grandes del cerebro, llamadas hemisferios cerebrales. Sin embargo, el término con frecuencia se utiliza para referirse a la falta de suministro de oxígeno a todo el cerebro.

## Causas
En la hipoxia cerebral, en ocasiones solo se interrumpe el suministro de oxígeno. Esto puede ser causado por:
- Inhalar humo (inhalación de humo), como sucedería durante un incendio
- Intoxicación con monóxido de carbono
- Asfixia
- Enfermedades que impiden el movimiento (parálisis) de los músculos de la respiración, como la esclerosis lateral amiotrófica (ELA)
- Grandes alturas
- Presión (compresión) sobre la tráquea
- Sofocamiento
- Despresurización de cabina en avión (tanto súbita como gradual, siendo esta una muerte silenciosa indetectable)

En otros casos, se detienen tanto el suministro de oxígeno como de nutrientes, causado por:
- Paro cardíaco (cuando el corazón deja de bombear)
- Arritmia cardíaca (problemas de ritmo cardíaco)
- Enfermedades pulmonares, como enfermedad pulmonar obstructiva crónica
- Complicaciones de anestesia general
- Ahogamiento
- Sobredosis de drogas
- Lesiones a un recién nacido que ocurrieron antes, durante o poco después de nacer, como parálisis cerebral
- Accidente cerebrovascular
- Presión arterial muy baja
- Casos de shock circulatorio - choque obstructivo (como neumotórax a tensión, taponamiento cardíaco, embolia pulmonar), choque cardiogénico, choque hipovolémico, anafilaxia

Las células del cerebro son extremadamente sensibles a la falta de oxígeno. Algunas de estas comienzan a morir menos de cinco minutos después de interrumpirse el suministro de oxígeno. Como resultado, la hipoxia cerebral puede causar rápidamente la muerte o daño cerebral grave.

## Tipos
Las causas pueden ser múltiples y suelen describirse los siguientes tipos de hipoxia:

### Hipoxia perinatal
Durante el periodo perinatal el cerebro puede quedar privado de oxígeno por dos mecanismos patógenos:
- La hipoxemia, que es la disminución de la presión parcial de oxígeno en sangre arterial.
- La isquemia, que es el descenso de la cantidad de sangre que llega al cerebro.

En ambos casos el resultado es un aporte insuficiente de oxígeno a las células, lo que limita la producción de energía por debajo de los requerimientos celulares.
Clínicamente, se le conoce como encefalopatía hipóxica isquémica (EHI) y consiste en un síndrome causado por la suspensión o grave disminución del intercambio gaseoso a nivel de la placenta o de los pulmones, que resulta en hipoxemia, hipercapnia e hipoxia tisular con acidosis metabólica.
El 5 % de los casos ocurre antes del inicio del trabajo de parto, el 85 % durante el parto y el 10 % restante durante el período neonatal. 
Causas
- Depresión cardiorrespiratoria.
- Depresión cardiorrespiratoria inducida por: malformaciones congénitas, prematurez, enfermedades neuromusculares y drogas depresoras de SNC administradas a la madre durante el parto.
- Interrupción de la circulación umbilical como compresión o accidentes de cordón.
- Alteraciones del intercambio gaseoso a nivel placentario, como un desprendimiento prematuro de placenta, placenta previa sangrante, insuficiencia placentaria.
- Alteraciones de flujo placentario como en la hipertensión arterial, hipotensión materna y alteraciones de la contractilidad uterina.
- Deterioro de la oxigenación materna.
- Incapacidad del recién nacido para establecer una transición con éxito de la circulación fetal o la cardiopulmonar neonatal. Puede ser debida a una obstrucción de la vía aérea, a la presencia de excesivo líquido en el pulmón, a la presencia de meconio o por un esfuerzo respiratorio débil.

### Hipoxia hipóxica o anóxica
Este tipo de hipoxia se debe a una alteración de las fases de ventilación alveolar y/o difusión alvéolocapilar de la respiración, que produce una deficiente entrega de oxígeno atmosférico a la sangre de los capilares pulmonares, es decir, la concentración de oxígeno en sangre disminuye.
Causas
- Exposición a altitud: dónde la concentración de oxígeno atmosférico disminuye.[3]
- Afecciones del pulmón: como la neumonía, enfisema, asma bronquial, detención respiratoria o una enfermedad pulmonar obstructiva crónica que causa la ventilación inadecuada de los pulmones.
- Inhalación de otros gases: el óxido nitroso o gas hilarante puede disminuir la disponibilidad de oxígeno mientras que el dióxido de carbono aumenta cada vez más.
- Apnea del sueño: puede interrumpir la circulación de aire en los pulmones.
- Apnea en el buceo: la hipoxia hipóxica es muy frecuente en los apneistas, ya que al aguantar la respiración de forma constante y combinarlo con esfuerzo físico provoca una drástica reducción de la oxigenación del organismo, creando así una alteración en el funcionamiento. El freediving o buceo sin botella de aire puede provocar hipoxia hipóxica.

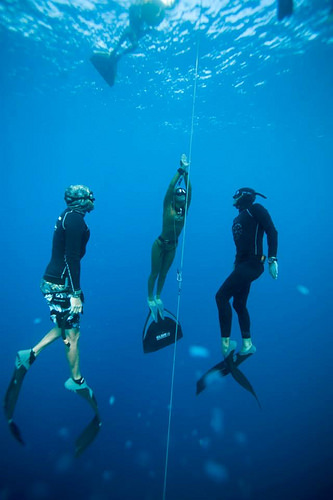
El freediving o buceo sin botella de aire puede provocar hipoxia hipóxica.

### Hipoxia hipémica o anémica
Se debe a una alteración de la fase de transporte de la respiración. Consiste fundamentalmente en una reducción de la capacidad de transporte de oxígeno de la sangre. La capacidad de transporte de oxígeno se reduce en el caso de que ciertas drogas o productos químicos se combinen con la hemoglobina contenida en los glóbulos rojos. 
Causas
- Intoxicación por nitritos.
- Intoxicación por monóxido de carbono. La hemoglobina posee una afinidad por el monóxido de carbono 250 veces mayor que por el oxígeno, por lo que no es fácil eliminar este elemento de la circulación sanguínea.La anemia produce que la capacidad de transporte de oxígeno de los glóbulos rojos disminuya debido a malformaciones en dichas células.

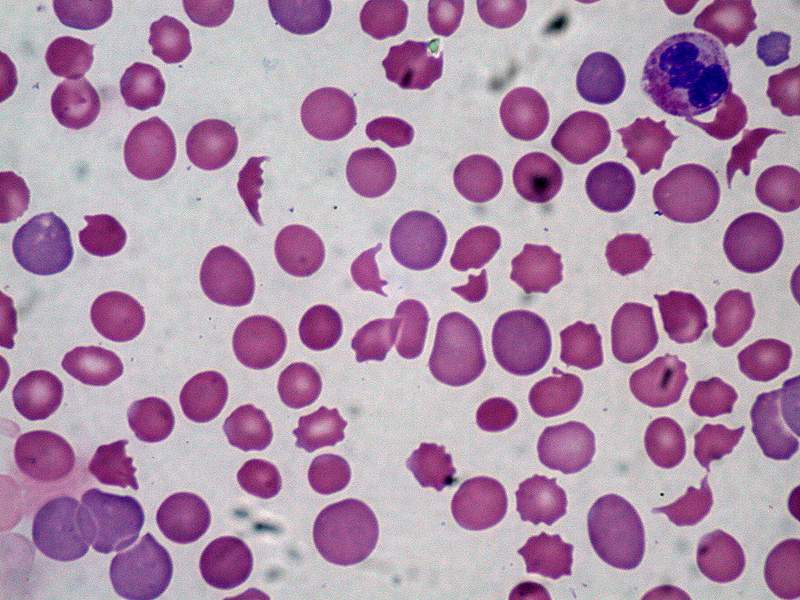
La anemia produce que la capacidad de transporte de oxígeno de los glóbulos rojos disminuya debido a malformaciones en dichas células.

- Pérdida de sangre (hemorragia, donación sangre).
- Tabaquismo.

### Hipoxia isquémica, circulatoria o por estancamiento

El loop en aeronaves puede producir hipoxia isquémica por la aplicación de Fuerzas G positivas.

Es debida a una alteración de la fase de transporte de la respiración. Consiste en la reducción del flujo de sangre a través de un sector del organismo o en su totalidad. Esta condición puede deberse a un fallo en la capacidad de la bomba cardíaca o a condiciones de flujo local.
Se debe a la cantidad de sangre que atraviesa los tejidos por unidad de tiempo siendo inferior a lo normal; los tejidos no reciban suficiente oxígeno, a pesar de ser normales los valores relativos al oxígeno en sangre arterial. Aparece cuando hay un deficiente funcionamiento en la acción de bombeo del corazón o bien una obstrucción circulatoria que impide un correcto aporte sanguíneo a una zona más o menos extensa. 
Causas
- Insuficiencia cardíaca.
- Shock.
- Respiración a presión positiva continuada.
- Frío extremo.
- Aplicación de fuerzas G positivas.

### Hipoxia histotóxica o citotóxica
Se debe a una alteración de la fase de utilización de la respiración y consiste en la incapacidad de las células para utilizar oxígeno en la forma adecuada. Se produce por la acción de distintas sustancias sobre el metabolismo celular.
Causas
- Intoxicación por cianatos (combustión de ciertos plásticos, cianuro, etc.).
- Intoxicación por monóxido de carbono.
- Intoxicación etílica.
- Intoxicación por drogas.

### Hipoxia hipoxémica
Se debe a una disminución de la presión arterial de oxígeno (PaO2) en sangre.
Existen dos subtipos: 
- Hipoxia hipobárica: se produce cuando existe una disminución de la presión atmosférica, manteniendo la misma concentración de oxígeno en el aire (20,9 %). La presión de O2 de la atmósfera se reduce al disminuir la presión atmosférica (PO2= Pat* %O2), la diferencia de la presión entre los alvéolos y la sangre venosa de los capilares pulmonares disminuye y, por lo tanto, también lo hace la presión de oxígeno en sangre arterial, viéndose disminuida la aportación de oxígeno a las células.
- Hipoxia normobárica: se produce al respirar aire con una proporción de oxígeno por debajo de lo normal (20,9 %), manteniéndose la presión atmosférica.

Causas
- Situaciones de entrenamiento deportivo.
- Expediciones de alta montaña.

## Características generales

#### Comienzo insidioso
Esta es la característica más peligrosa de la hipoxia, junto a su gran variación individual y a la diferente tolerancia que muestran distintas personas, agregado al hecho de que la presencia de hipoxia no produce dolor o malestar significativo, su presencia es a veces tan imperceptible que puede progresar en el tiempo hasta la total incapacitación del sujeto. 

#### Severidad de los síntomas
El comienzo y la severidad de los síntomas de la hipoxia varía de forma individual y de acuerdo a la deficiencia de oxígeno, incluso la misma susceptibilidad a la hipoxia se ve afectada por factores tales como altitud, cantidad de glóbulos rojos, estado físico, etc.

#### Compromiso mental
El compromiso de las funciones intelectuales es un signo precoz de la presencia de hipoxia, que compromete lógicamente la capacidad del individuo para comportarse con normalidad. Existe compromiso del pensamiento, que se hace lento, el cálculo es impreciso, el juicio pobre, la memoria incierta y el tiempo de reacción se retarda considerablemente.

#### Tiempo útil de conciencia (TUC)
Es el intervalo entre la interrupción del aporte o exposición a un ambiente pobre en oxígeno, hasta el momento en que el sujeto ve disminuidas sus capacidades. El TUC no se considera hasta la pérdida total de conciencia. Es muy común usar el término para referirse a pilotos de aeronaves.

## Reconocimiento de la hipoxia
Los síntomas de la hipoxia gracias a los avances de las cámaras hiperbáricas o altimáticas son fácilmente detectables de manera controlada y segura. El reconocimiento de la hipoxia varía dependiendo de la edad, estado físico, ansiedad y susceptibilidad propia. Los signos y síntomas de la hipoxia se clasifican en “síntomas objetivos” percibidos por el observador y “síntomas subjetivos” que son los percibidos por el afectado.
- Síntomas objetivos: Pueden no ser percibidos por el afectado, sino por un observador, por ejemplo el piloto de la cámara hipobárica. Estos síntomas son: Aumento de la profundidad de resp iración, cianosis, confusión mental, pobreza de juicio, perdida de la coordinación muscular e inconsciencia. Síntomas que pueden ser percibidos tanto por el observador como por el piloto son euforia o agresividad.

- Síntomas subjetivos: los síntomas más importantes para el piloto son los que aparecen primero tanto por el piloto como por el observador, los síntomas subjetivos son: sensación de falta de aire, sensación de ansiedad, dolor de cabeza, mareo, fatiga, náusea, sensación de ondas de frío y calor (bochornos), visión borrosa, visión de túnel y pérdida de sensibilidad.

## Factores que influyen en la hipoxia

#### Altitud
La altura afecta directamente en la presión parcial de oxígeno de aire inspirado y disminuye la presión parcial alveolar de oxígeno. A partir de los 40 000 pies (12 192 m) o más la presión parcial de oxígeno es tan reducida que el tiempo útil de conciencia es de solo algunos segundos. 

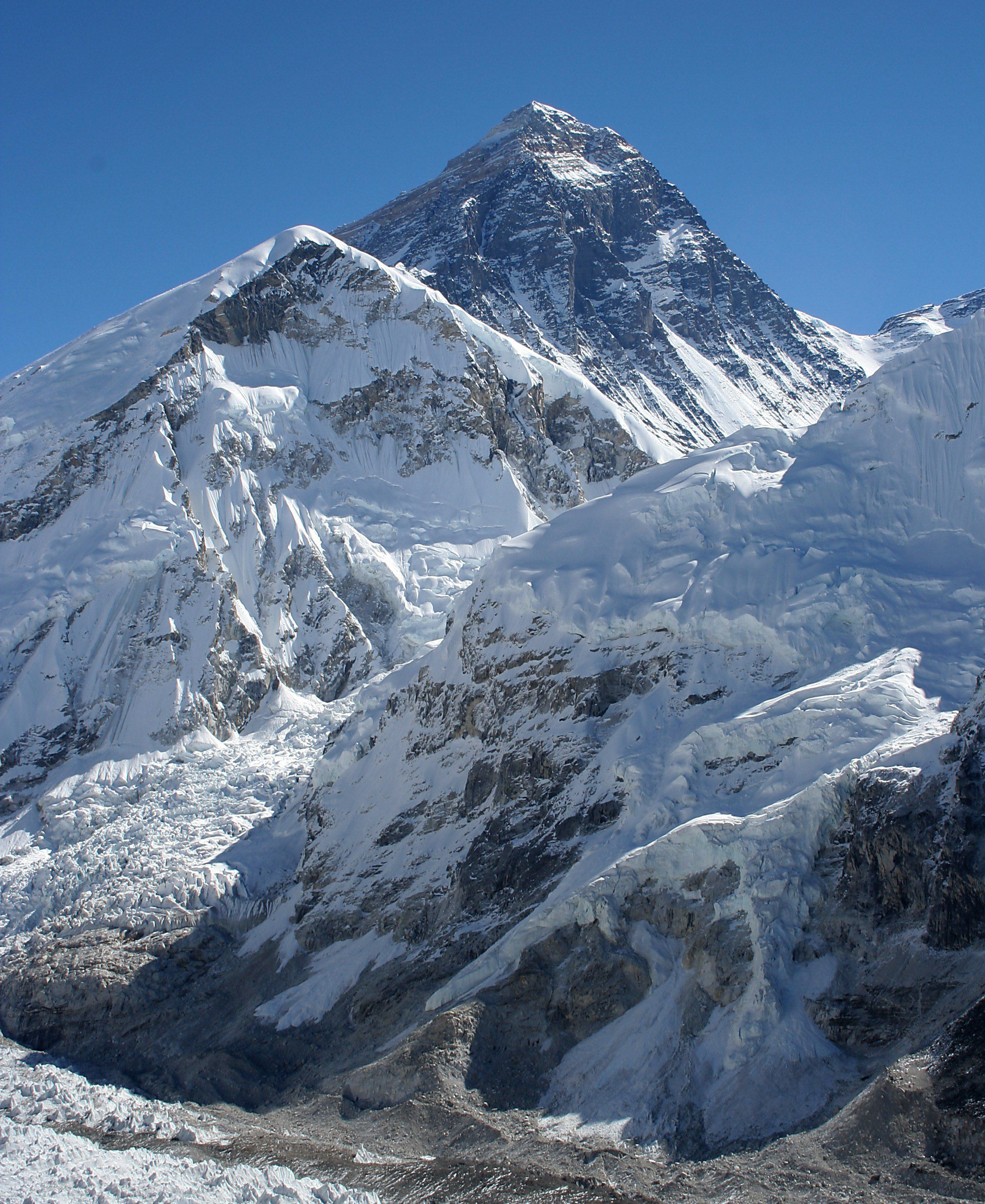
Influencia con la altitud.

#### Temperatura ambiente
Las temperaturas extremas de frío o calor, presuponen en marcha de mecanismos de ajuste del organismo, que esto se traduce en el consumo de oxígeno, disminuyendo de esta manera la tolerancia a la condición de hipoxia y requiriendo oxígeno adicional para el mantenimiento de la función normal. Esta es una de las justificaciones del oxígeno de emergencia de los equipos para escape y caída libre desde grande altitudes con bajas temperaturas.

#### Razón de ascenso o descenso
La razón de ascenso de los aviones impide una adaptación a la altitud. La descompresión rápida que se produce en un ascenso muy rápido, puede reducir el TUC hasta un 50 %.

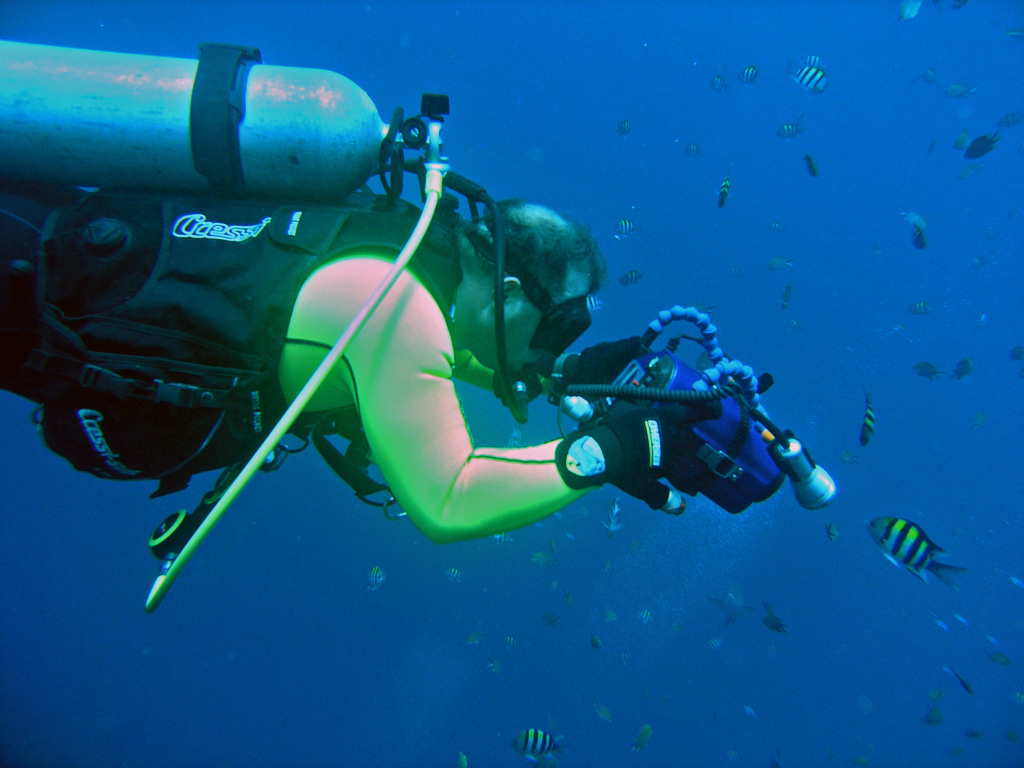
Influencia por descenso.

#### Tiempo de exposición
A medida que se prolonga el tiempo de exposición los efectos de la hipoxia aumentan.

#### Estado físico
En general un buen estado físico se traduce en una mayor tolerancia a la hipoxia, ya que el cuerpo proporciona una mayor eficiencia del uso del oxígeno. Sin embargo, una buena condición física no reduce el tiempo de aclimatación a la altura ni tampoco restaura la capacidad física que se tiene a nivel del mar, ya que la capacidad máxima de consumo de oxígeno se reduce gradualmente a mayor altitud. La obesidad y la falta de entrenamiento físico suelen estar asociadas a una peor tolerancia a la altitud, mientras que, por el contrario, la edad resulta un factor protector, pero hay una amplia variabilidad individual en la tolerancia a la hipoxia.

#### Actividad física
El TUC se reduce con la presencia de actividad física, debido a que los requerimientos metabólicos de oxígeno aumentan en gran medida con la actividad física y se necesita el aporte de oxígeno adicional para mantener las funciones normales. Este factor afecta notablemente a las tripulaciones de aviones de carga que deben realizar esfuerzos o movimientos continuados durante el vuelo.

#### Factores psicológicos
Las personas con rasgos neuróticos presentan habitualmente una menor tolerancia a la hipoxia. Estudios realizados en vuelo han demostrado que las personas con trastornos psicológicos presentan un mayor consumo de oxígeno que las personas normales en situaciones de estrés. Aquellos pilotos con problemas emocionales o que con facilidad se afectan psicológicamente por problemas ambientales son más susceptibles a la hipoxia.

#### Tolerancia individual
Factores tales como el metabolismo del sujeto, dieta, nutrición, etc., hacen que haya variaciones individuales que afecten a la tolerancia de la hipoxia.

## Prevención de la hipoxia

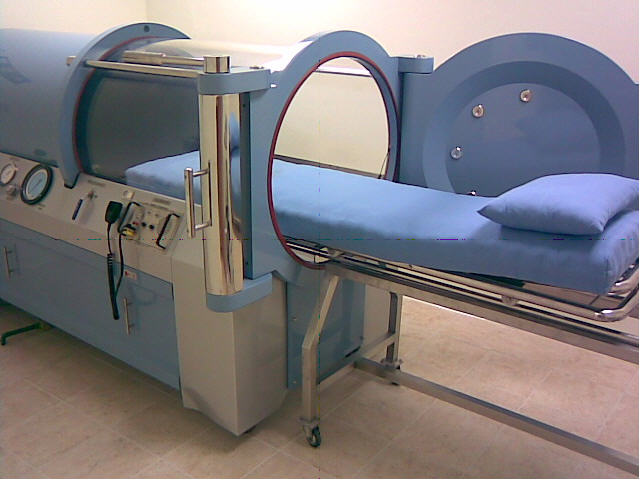
Cámara hiperbárica monoplaza.

La hipoxia se previene con la aportación de oxígeno para mantener una presión parcial de oxígeno alveolar de 60 a 100 mmHg. Esto es logrado por medios de diferentes equipos de oxígeno disponibles como las cámaras hiperbáricas y con la práctica de disciplina en el uso de estos equipos. La prevención y corrección de la hipoxia hipóxica es sin duda de gran importancia y básico para la supervivencia del piloto, pero de ninguna manera debe descuidarse la presencia y acción de otros factores capaces de causar otro tipo de hipoxia, tales como el alcohol, la fatiga, el tabaco, la automedicación, el miedo, el estrés y la ansiedad o alteraciones emocionales.

## Tratamiento de la hipoxia
La presencia de sistemas de hipoxia o la exposición a una descompresión de cabina, significan la puesta en marcha inmediata de una serie de procedimientos para su corrección. Sin duda que lo más importante es la provisión inmediata de oxígeno 100 %, pero es necesario tener en cuenta otros factores que deben ser analizados en forma secuencial.

## Historia
El Premio Nobel de Fisiología o Medicina de 2019 fue concedido a William G. Kaelin Jr., Sir Peter J. Ratcliffe, y Gregg L. Semenza en reconocimiento a su descubrimiento de mecanismos celulares para percibir y adaptarse a diferentes concentraciones de oxígeno, estableciendo una base sobre cómo los niveles de oxígeno afectan a la función fisiológica.
El uso del término "hipoxia" parece ser relativamente reciente; el primer uso registrado en una publicación científica data de 1945. Anteriormente, el término anoxia se utilizaba ampliamente para todos los niveles de privación de oxígeno. Las investigaciones sobre los efectos de la falta de oxígeno datan de mediados del siglo XIX.

## Etimología
Hipoxia se forma a partir de las raíces griegas υπo (hypo), que significa bajo, debajo y menos que, y oξυσ (oxys), que significa agudo o ácido, que es la raíz del oxígeno.